# Vädersjön, Södermanland
Vädersjön är en sjö i Haninge kommun och Nynäshamns kommun i Södermanland och ingår i Tyresån-Trosaåns kustområde. Sjön har en area på 0,303 kvadratkilometer och ligger 36,3 meter över havet. Sjön avvattnas av vattendraget Muskån.

## Delavrinningsområde
Vädersjön ingår i det delavrinningsområde (655520-162270) som SMHI kallar för Ovan Grindsjöån. Medelhöjden är 58 meter över havet och ytan är 23,37 kvadratkilometer. Det finns inga avrinningsområden uppströms utan avrinningsområdet är högsta punkten. Avrinningsområdets utflöde Muskån mynnar i havet. Avrinningsområdet består mestadels av skog (64 procent), öppen mark (11 procent) och jordbruk (18 procent). Avrinningsområdet har 0,31 kvadratkilometer vattenytor vilket ger det en sjöprocent på 1,3 procent. Bebyggelsen i området täcker en yta av 0,22 kvadratkilometer eller 1 procent av avrinningsområdet.